# جيف خافيير
جيف خافيير (بالإنجليزية: Jeff Xavier) مواليد 7 سبتمبر 1985 في بوتكيت، هو لاعب كرة سلة أمريكي. بدأ مسيرته الاحترافية في سنة 2009. يلعب مع نادي بورتو في الدوري البرتغالي لكرة السلة كلاعب هجوم خلفي. يحمل الرقم 21.

## المسيرة الاحترافية
لعب مع نادي بريوغان لكرة السلة في الدوري الإسباني في موسم 2009–2010، ثم لعب مع ميدي بايرويت في الدوري الألماني في موسم 2015–2016، ثم لعب مع نادي بريوغان لكرة السلة في الدوري الإسباني في سنة 2016.

## الإنجازات
- الدوري الإسباني لكرة السلة الدرجة الثانية: (1) 2012–13.

## روابط خارجية
- جيف خافيير على موقع الاتحاد الدولي لكرة السلة (الإنجليزية)
- جيف خافيير على موقع كرة السلة الأوروبية.كوم (الإنجليزية)
- جيف خافيير على موقع كلية كرة السلة في سبورتس رفرنس.كوم (الإنجليزية)
- جيف خافيير على موقع ريلجم (الإنجليزية)
- جيف خافيير على موقع بروبوليرز (الإنجليزية)